# Parafia Ewangelicko-Augsburska w Olsztynie
Parafia Ewangelicko-Augsburska w Olsztynie – Ewangelicko-Augsburska parafia w Olsztynie, należąca do diecezji mazurskiej. Mieści się przy ulicy Stare Miasto 1. Nabożeństwa odbywają się w każdą niedzielę o godzinie 10:30. Proboszczem parafii w Olsztynie jest Łukasz Stachelek. Przez wiele lat proboszczem olsztyńskiej parafii i jednocześnie biskupem diecezji mazurskiej był Rudolf Bażanowski. W 2007 roku parafia liczyła około 500 członków.
Przez wiele lat kuratorem świeckim parafii był prof. Jan Kisza (zm. 2016).